# Mikołaj Wild
Mikołaj Olaf Wild (ur. 4 kwietnia 1976 w Warszawie) – polski prawnik i urzędnik państwowy. W latach 2015–2016 podsekretarz stanu w Ministerstwie Skarbu Państwa. W latach 2017–2018 sekretarz stanu w Kancelarii Prezesa Rady Ministrów. W latach 2017–2019 Pełnomocnik Rządu ds. Centralnego Portu Komunikacyjnego dla RP. W latach 2018–2019 sekretarz stanu w Ministerstwie Infrastruktury. W latach 2019–2024 przewodniczący rady nadzorczej oraz prezes spółki Centralny Port Komunikacyjny sp. z o.o. Od 2024 członek prezydenckiej Rady do spraw Strategicznych Projektów Rozwojowych.

## Życiorys
Jest absolwentem Wydziału Prawa i Administracji Uniwersytetu Warszawskiego, Szkoły Prawa Amerykańskiego przy Uniwersytecie Warszawskim oraz University of Florida oraz Wydziału Prawa Uniwersytetu Fryderyka Wilhelma w Bonn (roczne stypendium w ramach programu Magister Iuris Comparitivi).
Od 2006 Radca Prokuratorii Generalnej Skarbu Państwa, a od lutego 2015 do 30 listopada 2015 Dyrektor Departamentu Studiów i Analiz Prokuratorii Generalnej Skarbu Państwa. Od 2008 pracuje w Instytucie Wymiaru Sprawiedliwości, gdzie od 2013 jest Przewodniczącym Sekcji Prawa Ustrojowego. 30 listopada 2015 powierzono mu funkcję podsekretarza stanu w Ministerstwie Skarbu Państwa.
W latach 2015–2017 wiceminister Skarbu Państwa, kierujący m.in. Departamentem Prawno-Procesowym, Mienia Skarbu Państwa, oraz Biurem Audytu i Kontroli, sprawujący osobisty nadzór nad spółkami sektora lotniczego, w tym PLL LOT S.A.. Podczas pracy w resorcie przygotował również projekt rozszerzenia kompetencji Prokuratorii Generalnej Skarbu Państwa oraz przekształcenia jej Prokuratorię Generalną Rzeczypospolitej. Resort ten został zlikwidowany 31 grudnia 2016.
1 kwietnia 2017 został głównym doradcą w gabinecie politycznym prezesa Rady Ministrów. 9 maja tego samego roku objął stanowiska sekretarza stanu w Kancelarii Premiera i pełnomocnika Rządu ds. Centralnego Portu Komunikacyjnego RP. W styczniu 2018 przestał być sekretarzem stanu w KPRM w związku z objęciem stanowiska sekretarza stanu w Ministerstwie Infrastruktury przy jednoczesnym zachowaniu stanowiska pełnomocnika ds. CPK i wszedł także w skład rady Narodowego Centrum Badań i Rozwoju. 28 listopada 2019 został odwołany ze stanowisk sekretarza stanu w Ministerstwie Infrastruktury i pełnomocnika ds. CPK. Od grudnia 2019 do stycznia 2024 pełnił funkcję prezesa spółki Centralny Port Komunikacyjny.
Autor kilkunastu publikacji i opracowań naukowych. Jego bratem jest samorządowiec Patryk Wild.